# Schismatoclada lutea
Schismatoclada lutea är en måreväxtart som beskrevs av Anne-Marie Homolle. Schismatoclada lutea ingår i släktet Schismatoclada och familjen måreväxter. Inga underarter finns listade i Catalogue of Life.